# Lehnberghaus
Das Lehnberghaus ist eine private Schutzhütte in der Mieminger Kette. Sie liegt auf 1554 m ü. A. Höhe am Fuße der Wankspitze. Die Hütte ist sowohl im Sommer wie auch im Winter geöffnet. In der kalten Jahreszeit führt auch eine Rodelbahn zurück zum Gasthof Arzkasten.

## Aufstieg
- von Arzkasten in ca. 1 Stunde

## Touren
- Wankspitze (2.208 m) als Bergwanderung in ca. 1,5 Stunden. Alternativ führt auch ein Klettersteig in ca. 2,5 Stunden auf den Gipfel. Die Wankspitze ist im Winter auch eine beliebte Skitour.

## Übergang zu anderen Hütten
- Coburger Hütte über die Grünsteinscharte in ca. 3 Stunden